# Copa Sul-Americana de 2005
A Copa Sul-Americana de 2005 foi a quarta edição do torneio realizado anualmente pela CONMEBOL. Pela primeira vez as equipes da CONCACAF participaram da competição.
O argentino Boca Juniors conquistou seu segundo título após vencer nos pênaltis o mexicano Pumas por 4–3 no seu estádio.
Com o título o Boca Juniors disputou o título da Recopa Sul-Americana de 2006 contra o São Paulo, campeão da Copa Libertadores da América de 2005.
Foi a primeira edição do torneio que contou com a participação de times do México e dos Estados Unidos, todos mediante convite da Conmebol
A competição foi citada no escândalo da Máfia do Apito como tendo uma partida manipulada.

## Equipes classificadas
| País                                  | Equipe               | Classificação                                          |
| ------------------------------------- | -------------------- | ------------------------------------------------------ |
| Argentina · (6 vagas + atual campeão) | Boca Juniors         | Campeão da Copa Sul-Americana de 2004                  |
| Argentina · (6 vagas + atual campeão) | Vélez Sarsfield      | Melhor pontuação da temporada 2004/05                  |
| Argentina · (6 vagas + atual campeão) | Estudiantes          | 2° melhor pontuação da temporada 2004/05               |
| Argentina · (6 vagas + atual campeão) | Rosário Central      | 3° melhor pontuação da temporada 2004/05               |
| Argentina · (6 vagas + atual campeão) | River Plate          | Convidado e 4° melhor pontuação da temporada 2004/05   |
| Argentina · (6 vagas + atual campeão) | Newell's Old Boys    | 5° melhor pontuação da temporada 2004/05               |
| Argentina · (6 vagas + atual campeão) | Banfield             | 6° melhor pontuação da temporada 2004/05               |
| Bolívia · (2 vagas)                   | Bolívar              | Campeão do Torneio Adecuacion 2005                     |
| Bolívia · (2 vagas)                   | The Strongest        | Vice-campeão do Torneio Adecuacion 2005                |
| Brasil · (8 vagas)                    | Santos               | Campeão do Campeonato Brasileiro de 2004               |
| Brasil · (8 vagas)                    | São Paulo            | 1° colocado no ranking da CONMEBOL                     |
| Brasil · (8 vagas)                    | Corinthians          | 5° colocado no Campeonato Brasileiro de 2004           |
| Brasil · (8 vagas)                    | Goiás                | 6° colocado no Campeonato Brasileiro de 2004           |
| Brasil · (8 vagas)                    | Juventude            | 7° colocado no Campeonato Brasileiro de 2004           |
| Brasil · (8 vagas)                    | Internacional        | 8° colocado no Campeonato Brasileiro de 2004           |
| Brasil · (8 vagas)                    | Fluminense           | 9° colocado no Campeonato Brasileiro de 2004           |
| Brasil · (8 vagas)                    | Cruzeiro             | 2° colocado no ranking da CONMEBOL                     |
| Chile · (2 vagas)                     | Universidad Católica | 1° em fase classificatória do Torneio Apertura de 2005 |
| Chile · (2 vagas)                     | Universidad de Chile | 2° em fase classificatória do Torneio Apertura de 2005 |
| Colômbia · (2 vagas)                  | Atlético Nacional    | 2° melhor pontuação da temporada 2005                  |
| Colômbia · (2 vagas)                  | Deportivo Cali       | 5° melhor pontuação da temporada 2005                  |
| Equador · (2 vagas)                   | El Nacional          | 3° na primeira etapa do Campeonato Equatoriano de 2004 |
| Equador · (2 vagas)                   | LDU Quito            | 5° na segunda etapa do Campeonato Equatoriano de 2004  |
| Paraguai · (2 vagas)                  | Cerro Porteño        | Campeão do Torneio Apertura de 2005                    |
| Paraguai · (2 vagas)                  | Guaraní              | Campeão da Liga Pré Sul-Americana de 2005              |
| Peru · (2 vagas)                      | Alianza Atlético     | 4° melhor pontuação acumulada da temporada 2004        |
| Peru · (2 vagas)                      | Universitario        | 5° melhor pontuação acumulada da temporada 2004        |
| Uruguai · (2 vagas)                   | Danubio              | Campeão do Campeonato Uruguaio de 2004                 |
| Uruguai · (2 vagas)                   | Defensor Sporting    | Finalista da Liga Pré-Libertadores 2005                |
| Venezuela · (2 vagas)                 | Mineros de Guayana   | 4° melhor pontuação na temporada 2004/05               |
| Venezuela · (2 vagas)                 | Trujillanos          | 5° melhor pontuação na temporada 2004/05               |
| Estados Unidos · (1 vaga)             | D.C. United          | Convidado                                              |
| México · (2 vagas)                    | América              | Convidado                                              |
| México · (2 vagas)                    | Pumas                | Convidado                                              |

## Primeira fase

### Grupo 1
| Data         | Mandante          | Resultado     | Visitante         |
| 16 de agosto | Deportivo Cali    | 2-0           | Atlético Nacional |
| 23 de agosto | Atlético Nacional | 2-0 (7-6 pen) | Deportivo Cali    |

| Data         | Mandante    | Resultado | Visitante   |
| 18 de agosto | Trujillanos | 3-1       | Mineros     |
| 23 de agosto | Mineros     | 1-2       | Trujillanos |

| Data          | Mandante          | Resultado | Visitante         |
| 30 de agosto  | Trujillanos       | 1-5       | Atlético Nacional |
| 8 de setembro | Atlético Nacional | 2-0       | Trujillanos       |

### Grupo 2
| Data         | Mandante      | Resultado | Visitante     |
| 9 de agosto  | Guaraní       | 1-2       | Cerro Porteño |
| 23 de agosto | Cerro Porteño | 1-2       | Guaraní       |

| Data         | Mandante | Resultado | Visitante |
| 16 de agosto | Defensor | 2-3       | Danubio   |
| 23 de agosto | Danubio  | 1-3       | Defensor  |

| Data          | Mandante      | Resultado | Visitante     |
| 30 de agosto  | Cerro Porteño | 2-0       | Defensor      |
| 6 de setembro | Defensor      | 1-1       | Cerro Porteño |

### Grupo 3
| Data         | Mandante      | Resultado | Visitante     |
| 11 de agosto | The Strongest | 2-1       | Bolívar       |
| 25 de agosto | Bolívar       | 1-2       | The Strongest |

| Data         | Mandante    | Resultado | Visitante   |
| 9 de agosto  | El Nacional | 3-4       | LDU Quito   |
| 25 de agosto | LDU Quito   | 1-2       | El Nacional |

| Data          | Mandante      | Resultado | Visitante     |
| 30 de agosto  | The Strongest | 2-1       | LDU Quito     |
| 8 de setembro | LDU Quito     | 1-2       | The Strongest |

### Grupo 4
| Data         | Mandante             | Resultado | Visitante            |
| 11 de agosto | Universidad Católica | 1-2       | Universidad de Chile |
| 25 de agosto | Universidad de Chile | 0-1       | Universidad Católica |

| Data         | Mandante         | Resultado | Visitante        |
| 10 de agosto | Universitario    | 1-1       | Alianza Atlético |
| 24 de agosto | Alianza Atlético | 1-1       | Universitario    |

| Data          | Mandante             | Resultado | Visitante            |
| 30 de agosto  | Universidad Católica | 5-0       | Alianza Atlético     |
| 7 de setembro | Alianza Atlético     | 2-0       | Universidad Católica |

### Grupo 5
| Data         | Mandante   | Resultado     | Visitante  |
| 17 de agosto | Fluminense | 2-1           | Santos     |
| 31 de agosto | Santos     | 2-1 (2-4 pen) | Fluminense |

| Data           | Mandante      | Resultado | Visitante     |
| 17 de agosto   | Internacional | 2-1       | São Paulo     |
| 1º de setembro | São Paulo     | 1-1       | Internacional |

| Data           | Mandante  | Resultado | Visitante |
| 17 de agosto   | Juventude | 1-3       | Cruzeiro  |
| 1º de setembro | Cruzeiro  | 0-1       | Juventude |

| Data         | Mandante    | Resultado | Visitante   |
| 17 de agosto | Goiás       | 0-2       | Corinthians |
| 31 de agosto | Corinthians | 1-1       | Goiás       |

### Grupo 6
| Data         | Mandante    | Resultado | Visitante   |
| 10 de agosto | Banfield    | 2-0       | Estudiantes |
| 25 de agosto | Estudiantes | 2-1       | Banfield    |

| Data         | Mandante          | Resultado | Visitante         |
| 18 de agosto | Newell's Old Boys | 0-0       | Rosario Central   |
| 29 de agosto | Rosario Central   | 1-0       | Newell's Old Boys |

## Fase final
|  | Oitavas de final              | Oitavas de final              | Oitavas de final              | Oitavas de final              |       |               | Quartas de final               | Quartas de final               | Quartas de final               | Quartas de final               |  |                      | Semifinais                     | Semifinais                     | Semifinais                     | Semifinais                     |       |   | Final                          | Final                          | Final                          | Final                          |
|  | 13 de setembro a 5 de outubro | 13 de setembro a 5 de outubro | 13 de setembro a 5 de outubro | 13 de setembro a 5 de outubro |       |               | 18 de outubro a 10 de novembro | 18 de outubro a 10 de novembro | 18 de outubro a 10 de novembro | 18 de outubro a 10 de novembro |  |                      | 23 de novembro a 1 de dezembro | 23 de novembro a 1 de dezembro | 23 de novembro a 1 de dezembro | 23 de novembro a 1 de dezembro |       |   | 6 de dezembro e 18 de dezembro | 6 de dezembro e 18 de dezembro | 6 de dezembro e 18 de dezembro | 6 de dezembro e 18 de dezembro |
|  |                               |                               |                               |                               |       |               |                                |                                |                                |                                |  |                      |                                |                                |                                |                                |       |   |                                |                                |                                |                                |
|  | Atlético Nacional             | 3                             | 1                             | 4                             |       |               |                                |                                |                                |                                |  |                      |                                |                                |                                |                                |       |   |                                |                                |                                |                                |
|  | América                       | 3                             | 4                             | 7                             |       |               |                                |                                |                                |                                |  |                      |                                |                                |                                |                                |       |   |                                |                                |                                |                                |
|  | América                       | 3                             | 4                             | 7                             |       | América       | 0                              | 0                              | 0                              |                                |  |                      |                                |                                |                                |                                |       |   |                                |                                |                                |                                |
|  |                               |                               |                               |                               |       | América       | 0                              | 0                              | 0                              |                                |  |                      |                                |                                |                                |                                |       |   |                                |                                |                                |                                |
|  |                               | Vélez Sarsfield               | 2                             | 2                             | 4     |               |                                |                                |                                |                                |  |                      |                                |                                |                                |                                |       |   |                                |                                |                                |                                |
|  | Cruzeiro                      | Vélez Sarsfield               | 2                             | 2                             | 4     | 0             | 2                              | 2                              |                                |                                |  |                      |                                |                                |                                |                                |       |   |                                |                                |                                |                                |
|  | Cruzeiro                      |                               |                               |                               |       | 0             | 2                              | 2                              |                                |                                |  |                      |                                |                                |                                |                                |       |   |                                |                                |                                |                                |
|  | Vélez Sarsfield               | 2                             | 1                             | 3                             |       |               |                                |                                |                                |                                |  |                      |                                |                                |                                |                                |       |   |                                |                                |                                |                                |
|  | Vélez Sarsfield               | 2                             | 1                             | 3                             |       |               |                                |                                |                                |                                |  | Vélez Sarsfield      | 0                              | 0                              | 0                              |                                |       |   |                                |                                |                                |                                |
|  |                               |                               |                               |                               |       |               |                                |                                |                                |                                |  | Vélez Sarsfield      | 0                              | 0                              | 0                              |                                |       |   |                                |                                |                                |                                |
|  |                               | Pumas                         | 0                             | 4                             | 4     |               |                                |                                |                                |                                |  |                      |                                |                                |                                |                                |       |   |                                |                                |                                |                                |
|  | River Plate                   | Pumas                         | 0                             | 4                             | 4     | 0             | 1                              | 1                              |                                |                                |  |                      |                                |                                |                                |                                |       |   |                                |                                |                                |                                |
|  | River Plate                   |                               |                               |                               |       | 0             | 1                              | 1                              |                                |                                |  |                      |                                |                                |                                |                                |       |   |                                |                                |                                |                                |
|  | Corinthians (gf)              | 0                             | 1                             | 1                             |       |               |                                |                                |                                |                                |  |                      |                                |                                |                                |                                |       |   |                                |                                |                                |                                |
|  | Corinthians (gf)              | 0                             | 1                             | 1                             |       | Corinthians   | 2                              | 0                              | 2                              |                                |  |                      |                                |                                |                                |                                |       |   |                                |                                |                                |                                |
|  |                               |                               |                               |                               |       | Corinthians   | 2                              | 0                              | 2                              |                                |  |                      |                                |                                |                                |                                |       |   |                                |                                |                                |                                |
|  |                               | Pumas                         | 1                             | 3                             | 4     |               |                                |                                |                                |                                |  |                      |                                |                                |                                |                                |       |   |                                |                                |                                |                                |
|  | The Strongest                 | Pumas                         | 1                             | 3                             | 4     | 1             | 2                              | 3                              |                                |                                |  |                      |                                |                                |                                |                                |       |   |                                |                                |                                |                                |
|  | The Strongest                 |                               |                               |                               |       | 1             | 2                              | 3                              |                                |                                |  |                      |                                |                                |                                |                                |       |   |                                |                                |                                |                                |
|  | Pumas                         | 3                             | 1                             | 4                             |       |               |                                |                                |                                |                                |  |                      |                                |                                |                                |                                |       |   |                                |                                |                                |                                |
|  | Pumas                         | 3                             | 1                             | 4                             |       |               |                                |                                |                                |                                |  |                      |                                |                                |                                |                                | Pumas | 1 | 1                              | 2 (3)                          |                                |                                |
|  |                               |                               |                               |                               |       |               |                                |                                |                                |                                |  |                      |                                |                                |                                |                                |       | 1 | 1                              | 2 (3)                          |                                |                                |
|  |                               | Boca Juniors (pen)            | 1                             | 1                             | 2 (4) |               |                                |                                |                                |                                |  |                      |                                |                                |                                |                                |       |   |                                |                                |                                |                                |
|  | Banfield                      | Boca Juniors (pen)            | 1                             | 1                             | 2 (4) | 1             | 0                              | 1                              |                                |                                |  |                      |                                |                                |                                |                                |       |   |                                |                                |                                |                                |
|  | Banfield                      |                               |                               |                               |       | 1             | 0                              | 1                              |                                |                                |  |                      |                                |                                |                                |                                |       |   |                                |                                |                                |                                |
|  | Fluminense                    | 3                             | 0                             | 3                             |       |               |                                |                                |                                |                                |  |                      |                                |                                |                                |                                |       |   |                                |                                |                                |                                |
|  | Fluminense                    | 3                             | 0                             | 3                             |       | Fluminense    | 2                              | 0                              | 2                              |                                |  |                      |                                |                                |                                |                                |       |   |                                |                                |                                |                                |
|  |                               |                               |                               |                               |       | Fluminense    | 2                              | 0                              | 2                              |                                |  |                      |                                |                                |                                |                                |       |   |                                |                                |                                |                                |
|  |                               | Universidad Católica          | 1                             | 2                             | 3     |               |                                |                                |                                |                                |  |                      |                                |                                |                                |                                |       |   |                                |                                |                                |                                |
|  | Universidad Católica          | Universidad Católica          | 1                             | 2                             | 3     | 1             | 3                              | 4                              |                                |                                |  |                      |                                |                                |                                |                                |       |   |                                |                                |                                |                                |
|  | Universidad Católica          |                               |                               |                               |       | 1             | 3                              | 4                              |                                |                                |  |                      |                                |                                |                                |                                |       |   |                                |                                |                                |                                |
|  | D.C. United                   | 1                             | 2                             | 3                             |       |               |                                |                                |                                |                                |  |                      |                                |                                |                                |                                |       |   |                                |                                |                                |                                |
|  | D.C. United                   | 1                             | 2                             | 3                             |       |               |                                |                                |                                |                                |  | Universidad Católica | 2                              | 0                              | 2                              |                                |       |   |                                |                                |                                |                                |
|  |                               |                               |                               |                               |       |               |                                |                                |                                |                                |  | Universidad Católica | 2                              | 0                              | 2                              |                                |       |   |                                |                                |                                |                                |
|  |                               | Boca Juniors                  | 2                             | 1                             | 3     |               |                                |                                |                                |                                |  |                      |                                |                                |                                |                                |       |   |                                |                                |                                |                                |
|  | Internacional                 | Boca Juniors                  | 2                             | 1                             | 3     | 1             | 1                              | 2                              |                                |                                |  |                      |                                |                                |                                |                                |       |   |                                |                                |                                |                                |
|  | Internacional                 |                               |                               |                               |       | 1             | 1                              | 2                              |                                |                                |  |                      |                                |                                |                                |                                |       |   |                                |                                |                                |                                |
|  | Rosário Central               | 0                             | 1                             | 1                             |       |               |                                |                                |                                |                                |  |                      |                                |                                |                                |                                |       |   |                                |                                |                                |                                |
|  | Rosário Central               | 0                             | 1                             | 1                             |       | Internacional | 1                              | 1                              | 2                              |                                |  |                      |                                |                                |                                |                                |       |   |                                |                                |                                |                                |
|  |                               |                               |                               |                               |       | Internacional | 1                              | 1                              | 2                              |                                |  |                      |                                |                                |                                |                                |       |   |                                |                                |                                |                                |
|  |                               | Boca Juniors                  | 0                             | 4                             | 4     |               |                                |                                |                                |                                |  |                      |                                |                                |                                |                                |       |   |                                |                                |                                |                                |
|  | Boca Juniors                  | Boca Juniors                  | 0                             | 4                             | 4     | 2             | 5                              | 7                              |                                |                                |  |                      |                                |                                |                                |                                |       |   |                                |                                |                                |                                |
|  | Boca Juniors                  |                               |                               |                               |       | 2             | 5                              | 7                              |                                |                                |  |                      |                                |                                |                                |                                |       |   |                                |                                |                                |                                |
|  | Cerro Porteño                 | 2                             | 1                             | 3                             |       |               |                                |                                |                                |                                |  |                      |                                |                                |                                |                                |       |   |                                |                                |                                |                                |

### Final
Jogo de ida
| 6 de dezembro | Pumas      | 1 – 1 | Boca Juniors | Estádio Olímpico Universitário, Cidade do México |
| 17:15 (UTC-6) | Botero 53' |       | Palacio 30'  | Público: 65,000 Árbitro: Jorge Larrionda         |

Jogo de volta
| 18 de dezembro | Boca Juniors | 1 – 1 | Pumas       | Estádio La Bombonera, Buenos Aires       |
| 21:00 (UTC-3)  | Palermo 31'  |       | Marioni 52' | Público: 56,000 Árbitro: Carlos Amarilla |

|                                                       |       | Penalidades                                             |  |
| Schelotto Insúa Palermo Schiavi Delgado Abbondanzieri | 4 – 3 | Leandro Augusto Pineda Beltrán Cardetti Marioni Galindo |  |

## Premiação
| Copa Sul-Americana de 2005       |
| -------------------------------- |
| BOCA JUNIORS Campeão (2º título) |

## Artilharia
7 gols (1)
- Bruno Marioni (Pumas)

6 gols (1)
- Jorge Quinteros (Universidad Católica)

5 gols (1)
- Palacio (Boca Juniors)

4 gols (5)
- Tuta (Fluminense)
- Diego (Cruzeiro)
- Kléber Boas (América-MEX)
- Pablo Escobar (The Strongest)
- Palermo (Boca Juniors)